# Дербі Італії
Дербі Італії (італ. Derby d'Italia) або Всеіталійське дербі — матч між двома італійськими футбольними командами, міланським «Інтернаціонале» і туринським «Ювентусом», які зіграли між собою в Серії А більше матчів, ніж будь-які дві інші команди. Матч є одним з найпринциповіших протистоянь Італії. Більш ніж 100-річна історія протистояння команд налічує понад 200 матчів у офіційних турнірах.

## Історія

### Назва
Вперше поняття Дербі Італії (італ. Derby d'Italia) було введено в обіг італійським журналістом Джанні Брерою у 1967 році

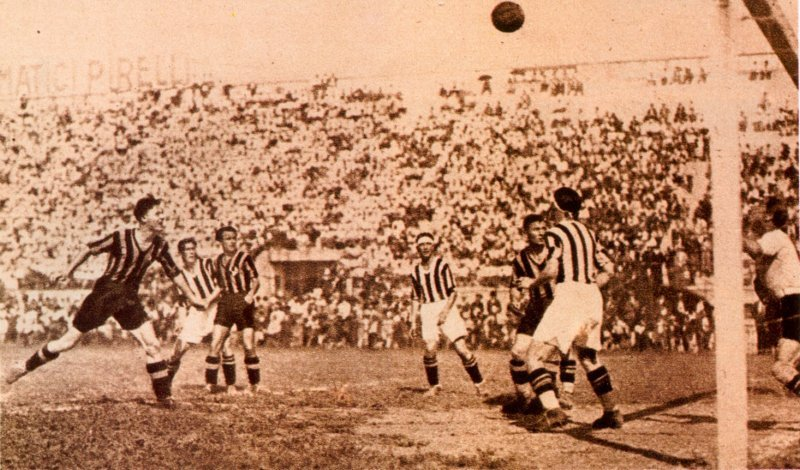
29.06.1930 «Інтер» — «Ювентус» 2:0

Перші зустрічі команд пройшли в сезоні 1909/10 року. У Турині «Ювентус» виявився сильнішим, тоді як в Мілані гору взяв «Інтернаціонале». У ті роки команди показували досить таки високу результативність. У чемпіонаті 1911/12 «чорно-сині» двічі перемогли — 6:1 вдома і 4:0 в гостях, а півзахисник «нерадзуррі» Ерманно Аебі провів у тих іграх п'ять м'ячів. Причому в першій зустрічі Аебі відзначився чотирма голами. Через два роки, у першості 1913/14, команди на двох забили шістнадцять м'ячів. У той рік, вдома, «Ювентус» переміг 7:2, а у повторній грі «Інтер» бере не менш переконливий реванш — 6:1. Всього ж до реорганізації першості Італії, команди між собою зіграли 23 матчі. В 11 матчах успіх святкували футболісти «Інтера», 5 матчів завершилися внічию, у решті 7 іграх удача була на боці «Ювентуса»
|         | ЧІ | КІ | Всього |
| ------- | -- | -- | ------ |
| Інтер   | 11 | 0  | 11     |
| Нічия   | 5  | 0  | 5      |
| Ювентус | 7  | 0  | 7      |

### 1929—1940
У сезоні 1929/30, після реорганізації італійської першості і створення Серії А, пройшов перший об'єднаний чемпіонат Італії з футболу. Перший матч між «Юве» та «Інтером» тієї першості відбувся в Турині 2 лютого 1930 року. На забитий гол на 32-й хвилині Джузеппе Меаццою Стара Синьйора відповіла голом Едмондо Делла Валле, на 56-ій. Однак нерадзурі зусиллями Візентіна на 61-й хвилині забили переможний м'яч. У повторному поєдинку, в Мілані, сильніше також виявилися чорно-сині. Перемігши туринців з рахунком 2:0, «Інтер», за тур до кінця першості, став переможцями чемпіонату. Наступні п'ять років пройшли під знаком «Ювентуса». Б'янконері, у впертій боротьбі з нерадзурі, зуміли виграти п'ять чемпіонатів поспіль (1930—1935). Футболісти ж «Інтера», поступаючись туринцям першою сходинкою, тричі фінішували другими. У сезоні 1935/36 команди знову розташувалися одна за одною. На цей раз «Інтер» посів 4-е місце, а «Ювентус» — 6-е. У тому сезоні, чорно-сині в Мілані виявилися на голову сильнішими за своїх суперників. Завдяки хет-трику Джузеппе Меацци і голу Ернесто Маскероні, нерадзурі святкували перемогу з рахунком 4:0. Матч у Турині, зусиллями П'єтро Серантоні, завершився мінімальною перемогою господарів. У тому ж році команди вперше зустрілися в рамках кубка Італії. Шляхи грандів пересіклися на стадії 1/8 фіналу. Матч відбувся в Турині, де знову перемігши з мінімальною перевагою, господарі виявилися сильнішими. Друга половина 30-х років залишилася за «Інтером». Міланці двічі вигравали скудетто (37/38 і 39/40), а футболісти «Ювентуса» задовольнялися один раз другим місцем, і то зайнятим слідом за нерадзурі (1938). У тому сезоні в очному протистоянні суперники не виявили переможця. Команди з однаковим рахунком 2:1 виграли свої домашні матчі. Однак волею випадку командам судилося зустрітись в 1/4 кубка Італії. Матч, як і кількома роками раніше, знову відбувся в Турині, де знову виявився сильнішим «Ювентус», який, пройшовши чорно-синіх, як остаточний підсумок виграв кубок Італії.
У світлі суперництва того часу, цікавий випадок стався напередодні одного з дербі 30-х років. Лідер чорно-синіх Джузеппе Меацца уклав парі з воротарем і капітаном «Ювентуса» Джамп'єро Комбі. Комбі кинув виклик Меацці, стверджуючи, що ніхто, навіть Меацца, не зможе обвести його, щоб забити гол. Джузеппе Меацца прийняв виклик. Однак Джамп'єро Комбі, на цьому не зупинився, він умовив зробити ще одну ставку. Кількома тижнями раніше, під час тренування збірної, Меацца, ударом через себе забив чудовий гол у ворота Комбі. Воротар «Ювентуса» запропонував посперечатися на те, що в офіційному матчі Джузеппе Меацца не зможе повторити свій удар. І ці умови прийняв форвард нерадзурі. Буквально в наступній грі між «Інтером» і «Ювентусом», Меацца зумів забити два м'ячі. Перший гол забив нападник міланців точно так само, як тижнями раніше забив гол на тренуванні збірної. Другий м'яч забив після того, як Джузеппе Меацца пройшов крізь ряд захисників, і, вийшовши один на один з Комбі, обіграв останнього фінтами. Джамп'єро Комбі, після пропущеного гола, піднявшись відразу, потиснув руку форварда «Інтера»
Всього, в період з 1929 по 1940 рік, команди, в чемпіонаті і кубку Італії, зустрічалися 24 рази. З яких «Ювентус» виграв 11, а «Інтер» 8 матчів

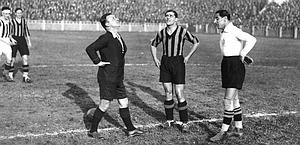
Меацца і Комбі, жеребкування перед початком дербі. 1933 рік.

|         | ЧІ | КІ | Всього |
| ------- | -- | -- | ------ |
| Інтер   | 8  | 0  | 8      |
| Нічия   | 5  | 0  | 5      |
| Ювентус | 9  | 2  | 11     |

### 1940—1950
1940-ві роки ознаменувалися світовою війною, і народженням великого «Торіно», який тріумфував у той час на полях Італії. Опинившись в тіні биків, «Ювентус» і «Інтер», на відміну від попередніх років, не могли похвалитися великою кількістю трофеїв. Якщо б'янконері змогли виграти другий у своїй історії кубок Італії (1941/42), і, через дванадцять років, скудетто (1949/50), то неррадзурі задовольнялися лише призовими місцями в трійці. У травні 1949 року, після того як в авіакатастрофі загинули футболісти «Торіно», на головну сцену знову виходять непримиренні суперники «Ювентус» і «Інтер». У переможному для себе сезоні 1949/50, наступного року після трагічних подій, «Ювентус» з перших турів захопив лідерство в чемпіонаті. По ходу тої першості туринці двічі перемогли «Інтер» (4:2 і 3:2), фактично виключивши останніх з гонки за скудетто. Вигравши ввосьме раз чемпіонат Італії, «Ювентус» випередив «Інтер», який посів третє місце, на дванадцять очок.
Всього в цей період команди зіграли 21 матч, у 9 з яких перемогу святкували футболісти «Ювентуса», а в 6 — «Інтера»
|         | ЧІ | КІ | Всього |
| ------- | -- | -- | ------ |
| Інтер   | 7  | 0  | 6      |
| Нічия   | 4  | 0  | 4      |
| Ювентус | 9  | 1  | 9      |

### 1950—1960
У сезоні 1950/51 року непримиренні суперники з перших турів йшли в трійці команд, що претендують на звання чемпіона. У тій першості, в очних зустрічах «Інтер» двічі переміг туринців (3:0, 2:0). Подібно до того як б'янконері роком раніше вимкнули неррадзурі з боротьби за чемпіонство, «Інтер» розвіяв мрії «Ювентуса» про скудетто. У підсумку, на фініші першості «Інтер» був другим, а «Ювентус» відставши від інтеристів на п'ять очок завершив чемпіонат на третьому місці. Наступний рік суперники знову завершили в трійці. Неррадзурі посіли третє місце, закінчивши сезон за одинадцять очок від «Ювентуса», що фінішував першим. Очні зустрічі між командами завершилися з однаковим рахунком (3:2; 2:3) на користь господарів. Справжнім лідером «Юве» в чемпіонському сезоні став Джамп'єро Боніперті. Пізніше один з лідерів «Інтера», Беніто Лоренці, який протягом 11 років брав участь у дербі і увійшов в історію не тільки як один з найкращих снайперів протистояння, але і як дотепник, з легкої руки якого, у легенди «б'янконері» Боніперті з'явилося прізвисько — жіноче ім'я Маріса
У першості 1952/53, «Інтер», провівши ряд перестановок у складі, з перших ігор позначив свої претензії на перемогу в чемпіонаті. Опонентом виступив чинний чемпіон «Ювентус», який прагнув підтвердити звання, завойоване в минулому році. Перша зустріч команд відбулася в 15 турі в Мілані. До того моменту неррадзурі очолювали турнірну таблицю, не зазнавши при цьому жодної поразки з моменту початку чемпіонату. «Ювентус» посідав друге місце, відстаючи від «Інтера» на три очки. Матч відбувся 4 січня 1953 року і завдяки голам Лоренці і Скоглунда завершився на користь міланців, збільшивши розрив між командами до п'яти очок. Другий поєдинок відбувся за три тури до кінця чемпіонату. Зі спортивної точки зору матч для неррадзурі не мав турнірного значення, в Турин «Інтер» завітав вже в ранзі чемпіона, оформивши титул матчем раніше. На відміну від своїх суперників, б'янконері в боротьбі за друге місце була необхідна тільки перемога. Поєдинок відбувся в травні 1953 року і проходив в рівній боротьбі. Невмотивований «Інтер» нічим не поступався своєму супернику. На 35-й хвилині зусиллями Боніперті «Ювентус» повів у рахунку. Захисник неррадзурі Джакомацці на 73-й хвилині рахунок зрівняв. Однак за дві хвилини до кінця матчу данський нападник «Юве» Карл Оге Праст забив переможний гол, встановивши тим самим остаточний рахунок у матчі.
У сезоні 1953/54, «Інтер» і «Ювентус» будучи на голову сильніші за інші команди, знову вели між собою боротьбу за скудетто. Перший матч пройшов в Турині і переможця не виявив, команди зіграли внічию 2:2. Матч-відповідь повинен був відбудуться в Мілані за сім турів до кінця першості. Команди підійшли до матчу займаючи перші дві сходинки в турнірній таблиці. «Ювентусу», що мав тринадцятиматчеву безпрограшну серію, для збереження за собою першої сходинки достатньо було зіграти внічию, на відміну від «Інтера», яким була необхідна перемога. Крім того, матч був принциповим і для тренера неррадзурі Альфредо Фоні, який протягом тринадцяти років як гравець захищав кольори б'янконері. В той час у складі «Інтера» блищав один із найкращих футболістів Швеції всіх часів Леннарт Скоглунд, що мав репутацію плейбоя і завсідника міланських барів. Напередодні матчу швед обіцяв керівництву клубу утриматися від походів в питейні заклади, при цьому згідно з висунутою їм умовою, в разі перемоги чорно-синіх з різницею в три і більше м'ячів клуб надасть йому дві пляшки найкращого віскі. «Інтер» розгромив «Ювентус» з рахунком 6:0, а шведський нападник забив два м'ячі і віддав три гольові передачі. Ця поразка стала найбільшою поразкою «Ювентуса» в дербі Італії. Після матчу, Леннарт Скоглунд жартома жалкував про те, що за такий результат не зажадав чотири пляшки віскі. Та поразка дорого обійшлося туринцям. «Ювентус» поступився першою сходинкою «Інтеру», якого до кінця чемпіонату так і не зміг наздогнати. За підсумками сезону «Інтер», випередивши на одне очко туринців, оформив друге поспіль чемпіонство, ставши семиразовими чемпіонами Італії.
|         | ЧІ | КІ | Всього |
| ------- | -- | -- | ------ |
| Інтер   | 5  | 0  | 5      |
| Нічия   | 3  | 0  | 3      |
| Ювентус | 12 | 1  | 13     |

### 1960—1970

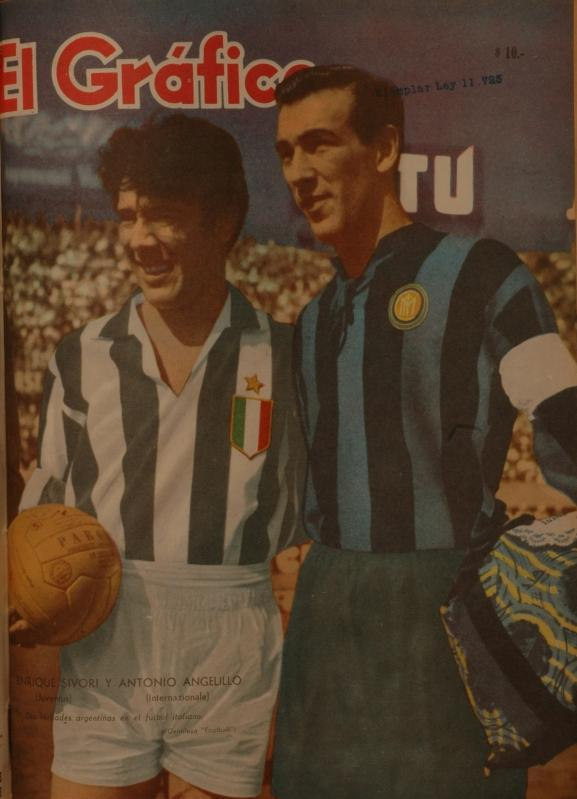
Омар Сіворі і Антоніо Анджелілло напередодні Дербі Італії.

Особливо принциповими матчі двох італійських грандів стали починаючи з сезону 1960/61. Тоді чемпіонат ознаменувався грандіозним скандалом. За два тури до кінця, два головних претенденти на чемпіонство «Ювентус» і міланський «Інтер» грали між собою в Турині. Після того, як 30-й хвилині матчу вболівальники «Юве» вискочили на поле, поєдинок був перерваний, а туринцям було зараховано технічну поразку з рахунком 0:2. Через якийсь час почалися закулісні ігри. Президент «Ювентуса» Умберто Аньєллі, будучи за сумісництвом президентом італійської футбольної федерації, наполіг на переграванні матчу. Не згодні з рішенням федерації представники «Інтернаціонале» публічно розкритикували Аньєллі і в знак протесту на матч випустили гравців своєї молодіжної школи, вік найстаршого гравця якої не перевищував 19 років. Як результат б'янконері розгромили нерадзурі з рахунком 9:1, а Омар Сіворі, що отримав в кінці сезону Золотий м'яч, встановив рекорд першості, забивши 6 м'ячів в одному матч. Як пізніше згадував форвард туринців Джамп'єро Боніперті, спочатку вони були трохи збентежені тим, що проти них вийшли грати діти, але Сіворі претендував на «Золотий м'яч», і був сповнений рішучості забити якомога більше. Примітно, що з того складу «Інтера» стали професійними футболістами тільки Маццола, Джульєльмоні і Аннібале, причому останні двоє, за всю свою кар'єру у вищому першості Італії зіграли лише кілька ігор.
|         | ЧІ | КІ | Всього |
| ------- | -- | -- | ------ |
| Інтер   | 7  | 0  | 7      |
| Нічия   | 6  | 0  | 6      |
| Ювентус | 7  | 1  | 8      |

### 1970—1980
Проміжок часу з 1970-х до першої половини 1980-х років ознаменувався так званим Легендарним циклом Б'янконері, яке виграло дев'ять чемпіонств у шістнадцяти зіграних чемпіонатах, а також з Джованні Трапаттоні на лавці клуб став автором непересічного досягнення — здобув перемоги у чотирьох основних європейських клубних турнірах (Кубок європейських чемпіонів, Кубок володарів кубків, Кубок УЄФА та Суперкубок УЄФА), а також у розіграші Міжконтинентального кубка.
|         | ЧІ | КІ | Всього |
| ------- | -- | -- | ------ |
| Інтер   | 4  | 6  | 10     |
| Нічия   | 4  | 2  | 6      |
| Ювентус | 12 | 5  | 17     |

### 1980—1990
У 1980-х роках, після закінчення п'ятнадцятирічної заборони за залучення іноземців до Серії А, матчі між нерадзуррі та б'янконері стали протистоянням двох найбільших зірок того часу — французьком Мішелем Платіні та німцем Карлом-Гайнцем Румменігге
|         | ЧІ | КІ | Всього |
| ------- | -- | -- | ------ |
| Інтер   | 6  | 0  | 6      |
| Нічия   | 6  | 1  | 7      |
| Ювентус | 8  | 1  | 9      |

### 1990—2000
Новий виток напруженості у відносинах між клубами виник у сезоні 1997/98, в якому «Юве» виграв черговий скудетто, і знову не без допомоги суддів. В очному протистоянні претендентів на чемпіонство «Ювентуса» та «Інтера», арбітр матчу Чікарінні, за фол Марка Юліано на Роналдо не поставив у ворота чорно-білих явний пенальті. Інцидент став останньою краплею в серії помилок, які сприяли перемозі «Ювентуса» в чемпіонаті. Помилка судді довго обговорювалася в італійському суспільстві. Полеміка була настільки запеклою, що обговорення дій арбітра призвело до масової бійки в парламенті Італії, через що робота останнього була припинена. Відомий своїми висловлюваннями, легендарний віце-президент «Інтера», Пеппіно Пріско, охарактеризував суддівство у матчі, як договір на крадіжку майна

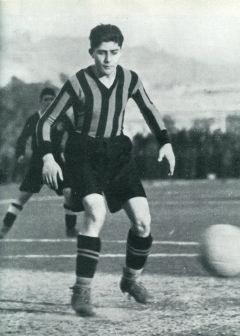
нападник «Інтера» Джузеппе Меацца

|         | ЧІ | КІ | Всього |
| ------- | -- | -- | ------ |
| Інтер   | 4  | 2  | 6      |
| Нічия   | 5  | 1  | 6      |
| Ювентус | 11 | 1  | 12     |

### 2000—2010
Перший матч дербі, після повернення «Ювенутса» з Серії Б через Кальчополі, відбувся в сезоні 2007/08. Команди зіграли в листопаді 2007 року в Турині. В той день «Інтер» домінуючи на полі, зусиллями Хуліо Рікардо Круса, цілком заслужено повів у рахунку. Однак «Ювентус», завдяки рикошету від ноги захисника міланців, зміг відігратися (1:1). У повторній грі на Сан-Сіро, міланці домінували весь перший тайм, лише блискуча гра голкіпера б'янконері Буффона, дозволила зберегти гостям свої ворота в недоторканності. Після перерви, на самому початку другого тайму, туринці повели в рахунку. Відзначився Мауро Каморанезі, який забив гол з явного офсайду. На 63-й хвилині, після помилки Бурдіссо, Давід Трезеге подвоїв перевагу гостей. Через 20 хвилин, на 83-й хвилині, «Інтер» зусиллями Маніше відквитав один м'яч. Кінцівка матчу пройшла дуже нервово. Господарі, влаштувавши штурм воріт «Ювентуса», були близькі до того що б добитися успіху. На першій доданій хвилині, м'яч, після удару Маніше, влучив у штангу. Але «Ювентус» вистояв. Перемігши 1:2, туринці завдали першу домашня поразка «Інтера» у сезоні.
На наступний рік, в сезоні 2008/09, двоматчеве протистояння міланці виграли. Перемігши вдома з рахунком 1:0, «Інтер» виявився сильнішим за своїх одвічних суперників. Переможний гол на 73-й хвилині забив півзахисник недардзурі Саллі Мунтарі. У Турині команди зіграли внічию 1:1. Матч грандів італійського футболу затьмарили расистські образи вболівальників «Ювентуса» на адресу Маріо Балотеллі, автора голу гостей. Внаслідок дій тифозі «Старої синьйори», які відверто недолюблювали міланського нападника, «Ювентус», як покарання, був змушений провести один матч без глядачів. Пізніше, в матчі з «Удінезе», фанати «Ювентуса» знову вигукували образи на адресу нападника «Інтера», через що туринський клуб було оштрафовано на £ 18 тис.
Перша зустріч сезону 2009/10 відбулася в грудні 2009 року, в Турині. В тому матчі сильнішим виявився «Ювентус», перемігши «Інтер» з рахунком 2:1. Однак перший гол у матчі, записаний на гравця туринців Феліпе Мело, був забитий з явного офсайду, непоміченого бригадою арбітрів. В Мілані «Інтер» взяв реванш, перемігши «Ювентус» 2:0, голами за нерадзурі відзначилися Майкон і Ето'о. У цьому ж сезоні команди, на стадії 1/4, зустрілися в кубку Італії. Гра відбулася на полі міланців. Програючи по ходу матчу «Інтер» здобував вольову перемогу (2:1) і вийшов у півфінал.
|         | ЧІ | КІ | Всього |
| ------- | -- | -- | ------ |
| Інтер   | 5  | 2  | 7      |
| Нічия   | 7  | 3  | 10     |
| Ювентус | 6  | 0  | 6      |

### 2010—2020
В наступних двох сезонах (2010/11 та 2011/12) команди зустрічалися чотири рази: тричі перемогу святкував «Ювентус», ще один матч завершився нульовою нічиєю.
До першого дербі сезону 2012/13 команди підійшли займаючи перші дві сходинки турнірної таблиці. Поєдинок відбувся 3 листопада 2012 року в Турині. Футболісти «Ювентуса» забили гол у ворота нерадзурі вже на першій хвилині матчу, проте зробили це з явного положення поза грою. Напруга в матчі наростала. У якийсь момент вболівальники «Ювентуса» почали кидати в суддю за воротами обривки банера, і співати пісні, що висміюють хворе серце Антоніо Кассано. Тим часом на полі, після пропущеного голу, «Інтер» пішов в атаку. Господарі, бачачи, що ініціатива спливає, почали нервувати. Ліхтштайнер отримав «жовту картку», а слідом мав отримати другу і покинути поле. Однак суддя, проґавивши момент, не вилучив гравця туринців. Після перерви «Інтер» кинувся з новою силою штурмувати ворота «Ювентуса», в результаті, завдяки дублю Дієго Міліто і голу Родріго Паласіо, міланці з рахунком 1-3 здобули перемогу в Турині.

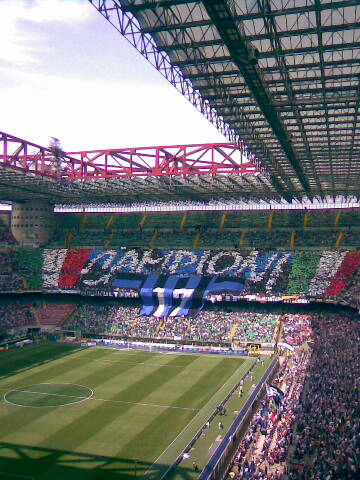
Фанати «Інтера» на стадіоні Джузеппе Меаци в сезоні 2008/09

Після матчу італійська преса повідомляла, що арбітр Паоло Тальявенто може бути дискваліфікований. Йому ставлять в провину забитий гол Відаля після офсайду у Квадво Асамоа, а також той факт, що захисник «Ювентуса» Штефан Ліхтштайнер не був вилучений у першому таймі за дві жовтих картки. Примітно, що матч лідерів сезону 2011/12 «Мілана» і «Ювентуса», в якому не був зарахований чистий гол міланців, так само судив Тальявенто. 30 квітня 2013 року відбулося чергове Дербі Італії. «Ювентус» в гостях завдав поразки «Інтеру» з рахунком 2:1. На м'ячі Фабіо Квальярелли і Алессандро Матрі міланці відповіли лише голом Родріго Паласіо.
У сезоні 2017/18 перше дербі відбулося в Турині. Перші пів години гри пройшли без гострих моментів, м'яч в основному перебував у центрі поля. Хвилин за десять до кінця першого тайму «Юве» накрутив темп, і мав кілька моментів. У другому таймі б'янконері продовжили натиск гостей, останні в свою чергу відійшли в оборону, і почали сповільнювати гру. В одному зі своїх нечисленних моментів, форвард неррадзурі Мауро Ікарді завдав удар з центру штрафного майданчика. Під м'яч, що летів у ворота, в підкаті почав стелитися Мехді Бенатія, який не встиг накрити удар, і падаючи рукою перегородив шлях м'яча у ворота м'яча. Суддя ніяк не відреагував на це і гра продовжилася. В результаті наполегливої боротьби, при явній перевазі «Ювентуса», команди задовольнилися нульовою нічиєю.
До зустрічі на Сан-Сіро команди підійшли в різному стані. «Ювентус», в попередньому турі після поразки на своєму полі прямому конкуренту, очолював турнірну таблицю Серії А, випереджаючи «Наполі» на 1 очко. «Інтер» мав в активі 66 залікових балів і перебував на 5 місці, відстаючи від лігочемпіонівського 4 місця, де перебувало «Лаціо», лише на 1 очко. Матч став центральним і зібрав на стадіоні 78 328 тисяч уболівальників, а «Інтер» встановивши рекорд чемпіонату Італії, заробивши на квитках рекордні 5 млн євро (до цього рекорд також належав Інтеру). Пікантність матчу додавав той факт, що саме в цьому місяці виповнювалося 20 років легендарному матчу, в якому «Юве» зі скандалом обіграв «Інтер» завдяки непризначеному пенальті. У зв'язку з цим вболівальники «Інтера» влаштували великий перфоманс: перші п'ять хвилин стадіон мовчав на підтримку всіх команд, які, на думку міланських фанатів, обікрав «Ювентус». На великому банері «Ювентус» був зображений на тлі у вигляді Піноккіо, чий ніс виріс від брехні як клюка і тримає ряд трофеїв на тлі тверджень «Ми ніколи не були в серії B» і «7 виграних фіналів Ліги Чемпіонів». Ціла група банерів нагадувала гостям про їх програш у фіналі Ліги Чемпіонів. Матч розпочався без розвідки і вже на 14-й хвилині Дуглас Коста відкрив рахунок у матчі. Через чотири хвилини, суддя за фол на Манджукичі, показує Матіасу Весіно жовту картку, однак тут же звернувшись до VAR — змінює жовту на червону (Примітний той факт, що шість останніх червоних карток гравці «Інтера» отримали в іграх з «Ювентусом»). Рішення арбітра викликало у неррадзурі хвилю невдоволення. Перший тайм закінчився з мінімальною перевагою гостей. Залишившись вдесятьох, «Інтер» після перерви, став перегравати «Ювентус», що в кінцевому підсумку вилилося у гол Мауро Ікарді і автогол Барцальї. В самому кінці б'янконері змогли двічі відзначитися і вирвати перемогу. Після матчу на головного арбітра Даніеле Орсато обрушився шквал критики. Оцінки суддівства були досить низькими. Рефері в докір ставилося погане суддівство, яке вплинуло на результат матчу. Італійська спортивна преса відзначала, що видалення Весіно було допустимим, але занадто жорстоким. Суддя цілком міг обійтися жовтою карткою. При цьому, згідно думки футбольних експертів, якщо арбітр поставив таку планку, він повинен був в такій же ситуації видаляти Барцальї за фол на Ікарді. Проте гравець б'янконері в аналогічній ситуації отримав лише жовту картку. Далі арбітр продовжив помилятися на користь гостей. Найбільша — не показана друга жовта картка Міралему П'яничу за фол на Рафіньї. «La Gazzetta dello Sport» відзначаючи, що відбувалося на полі, нагадало що точно в такій же ситуації Даніеле Орсато, в матчі першого кола дав червону картку гравцеві «Торіно», який влетів у гравця «Ювентуса».
 
Після матчу Федеральна прокуратура зацікавилася двома епізодами, що сталися в рамках «Дербі Італії»: Першим моментом став діалог між Массіміліано Аллегрі і Паоло Тальявенто після матчу, під час якого наставник туринців відкрито хвалить суддів за виконану роботу. Іншим підозрілим епізодом став момент в самому кінці матчу, коли Паоло Тальявенто вимовляє слово «Vinciamo» («Перемога»).
|         | ЧІ | КІ | Всього |
| ------- | -- | -- | ------ |
| Інтер   | 1  | 0  | 1      |
| Нічия   | 1  | 0  | 1      |
| Ювентус | 4  | 0  | 4      |

## Статистика зустрічей
Джерело:
      Перемога «Ювентуса»
      Нічия
      Перемога «Інтера»
| Сезон   | Турнір                 | Дата       | Господарі | Рахунок | Гості   |
| ------- | ---------------------- | ---------- | --------- | ------- | ------- |
| 1909–10 | Пріма Категорія        | 14-11-1909 | Ювентус   | 2–0     | Інтер   |
| 1909–10 | Пріма Категорія        | 28-11-1909 | Інтер     | 1–0     | Ювентус |
| 1910–11 | Пріма Категорія        | 12-03-1911 | Інтер     | 1–1     | Ювентус |
| 1910–11 | Пріма Категорія        | 28-05-1911 | Ювентус   | 0–2     | Інтер   |
| 1911–12 | Пріма Категорія        | 26-11-1911 | Інтер     | 6–1     | Ювентус |
| 1911–12 | Пріма Категорія        | 11-02-1912 | Ювентус   | 0–4     | Інтер   |
| 1913–14 | Пріма Категорія        | 14-12-1913 | Ювентус   | 7–2     | Інтер   |
| 1913–14 | Пріма Категорія        | 04-01-1914 | Інтер     | 6–1     | Ювентус |
| 1913–14 | Пріма Категорія        | 22-03-1914 | Ювентус   | 1–0     | Інтер   |
| 1913–14 | Пріма Категорія        | 17-05-1914 | Інтер     | 2–2     | Ювентус |
| 1919–20 | Пріма Категорія        | 23-05-1920 | Ювентус   | 0–1     | Інтер   |
| 1923–24 | Пріма Дівізіоне        | 07-10-1923 | Ювентус   | 2–0     | Інтер   |
| 1923–24 | Пріма Дівізіоне        | 20-04-1924 | Інтер     | 2–2     | Ювентус |
| 1926–27 | Дівізіоне Націонале    | 07-11-1926 | Ювентус   | 4–1     | Інтер   |
| 1926–27 | Дівізіоне Націонале    | 06-02-1927 | Інтер     | 3–0     | Ювентус |
| 1926–27 | Дівізіоне Націонале    | 10-04-1927 | Інтер     | 2–1     | Ювентус |
| 1926–27 | Дівізіоне Націонале    | 26-06-1927 | Ювентус   | 1–3     | Інтер   |
| 1927–28 | Дівізіоне Націонале    | 12-08-1927 | Ювентус   | 1–1     | Інтер   |
| 1927–28 | Дівізіоне Націонале    | 26-02-1928 | Інтер     | 1–0     | Ювентус |
| 1927–28 | Дівізіоне Націонале    | 17-05-1928 | Інтер     | 1–4     | Ювентус |
| 1927–28 | Дівізіоне Націонале    | 22-07-1928 | Ювентус   | 1–0     | Інтер   |
| 1928–29 | Дівізіоне Націонале    | 25-11-1928 | Ювентус   | 0–0     | Інтер   |
| 1928–29 | Дівізіоне Націонале    | 21-04-1929 | Інтер     | 4–2     | Ювентус |
| 1928–29 | Плей-оф Кубка Мітропи  | 30-05-1929 | Ювентус   | 1–0     | Інтер   |
| 1929–30 | Серія A                | 19-03-1930 | Ювентус   | 1–2     | Інтер   |
| 1929–30 | Серія A                | 29-06-1930 | Інтер     | 2–0     | Ювентус |
| 1930–31 | Серія A                | 18-01-1931 | Інтер     | 2–3     | Ювентус |
| 1930–31 | Серія A                | 21-06-1931 | Ювентус   | 1–0     | Інтер   |
| 1931–32 | Серія A                | 17-01-1932 | Ювентус   | 6–2     | Інтер   |
| 1931–32 | Серія A                | 05-06-1932 | Інтер     | 2–4     | Ювентус |
| 1932–33 | Серія A                | 18-12-1932 | Ювентус   | 3–0     | Інтер   |
| 1932–33 | Серія A                | 25-05-1933 | Інтер     | 2–2     | Ювентус |
| 1933–34 | Серія A                | 12-11-1933 | Інтер     | 3–2     | Ювентус |
| 1933–34 | Серія A                | 01-04-1934 | Ювентус   | 0–0     | Інтер   |
| 1934–35 | Серія A                | 18-11-1934 | Ювентус   | 1–0     | Інтер   |
| 1934–35 | Серія A                | 31-03-1935 | Інтер     | 0–0     | Ювентус |
| 1935–36 | Серія A                | 17-11-1935 | Інтер     | 4–0     | Ювентус |
| 1935–36 | Серія A                | 15-03-1936 | Ювентус   | 1–0     | Інтер   |
| 1935–36 | Кубок Італії (1/8)     | 21-05-1936 | Інтер     | 0–1     | Ювентус |
| 1936–37 | Серія A                | 18-10-1936 | Ювентус   | 1–1     | Інтер   |
| 1936–37 | Серія A                | 21-02-1937 | Інтер     | 2–0     | Ювентус |
| 1937–38 | Серія A                | 14-11-1937 | Інтер     | 2–1     | Ювентус |
| 1937–38 | Серія A                | 13-03-1938 | Ювентус   | 2–1     | Інтер   |
| 1937–38 | Кубок Італії (1/2)     | 21-04-1938 | Ювентус   | 2–0     | Інтер   |
| 1938–39 | Серія A                | 16-10-1938 | Інтер     | 5–0     | Ювентус |
| 1938–39 | Серія A                | 26-02-1939 | Ювентус   | 0–0     | Інтер   |
| 1939–40 | Серія A                | 17-09-1939 | Інтер     | 4–0     | Ювентус |
| 1939–40 | Серія A                | 21-01-1940 | Ювентус   | 1–0     | Інтер   |
| 1940–41 | Серія A                | 10-11-1940 | Інтер     | 2–1     | Ювентус |
| 1940–41 | Серія A                | 02-03-1941 | Ювентус   | 2–0     | Інтер   |
| 1940–41 | Кубок Італії (1/16)    | 11-05-1941 | Інтер     | 0–2     | Ювентус |
| 1941–42 | Серія A                | 04-01-1942 | Інтер     | 4–1     | Ювентус |
| 1941–42 | Серія A                | 17-05-1942 | Ювентус   | 4–0     | Інтер   |
| 1942–43 | Серія A                | 29-11-1942 | Ювентус   | 4–2     | Інтер   |
| 1942–43 | Серія A                | 14-03-1943 | Інтер     | 3–1     | Ювентус |
| 1944    | Campionato Alta Italia | 28-05-1944 | Інтер     | 2–1     | Ювентус |
| 1944    | Campionato Alta Italia | 11-06-1944 | Ювентус   | 1–0     | Інтер   |
| 1945–46 | Серія A-B              | 18-11-1945 | Інтер     | 2–2     | Ювентус |
| 1945–46 | Серія A-B              | 17-02-1946 | Ювентус   | 0–0     | Інтер   |
| 1945–46 | Серія A-B              | 05-05-1946 | Інтер     | 1–0     | Ювентус |
| 1945–46 | Серія A-B              | 23-06-1946 | Ювентус   | 1–0     | Інтер   |
| 1946–47 | Серія A                | 15-12-1946 | Ювентус   | 4–1     | Інтер   |
| 1946–47 | Серія A                | 18-05-1947 | Інтер     | 0–0     | Ювентус |
| 1947–48 | Серія A                | 12-10-1947 | Інтер     | 4–2     | Ювентус |
| 1947–48 | Серія A                | 14-03-1948 | Ювентус   | 2–0     | Інтер   |
| 1948–49 | Серія A                | 04-11-1948 | Ювентус   | 0–1     | Інтер   |
| 1948–49 | Серія A                | 06-03-1949 | Інтер     | 1–1     | Ювентус |
| 1949–50 | Серія A                | 13-11-1949 | Ювентус   | 3–2     | Інтер   |
| 1949–50 | Серія A                | 26-03-1950 | Інтер     | 2–4     | Ювентус |
| 1950–51 | Серія A                | 03-12-1950 | Інтер     | 3–0     | Ювентус |
| 1950–51 | Серія A                | 22-04-1951 | Ювентус   | 0–2     | Інтер   |
| 1951–52 | Серія A                | 06-01-1952 | Ювентус   | 3–2     | Інтер   |
| 1951–52 | Серія A                | 01-06-1952 | Інтер     | 3–2     | Ювентус |
| 1952–53 | Серія A                | 04-01-1953 | Інтер     | 2–0     | Ювентус |
| 1952–53 | Серія A                | 10-05-1953 | Ювентус   | 2–1     | Інтер   |
| 1953–54 | Серія A                | 22-11-1953 | Ювентус   | 2–2     | Інтер   |
| 1953–54 | Серія A                | 04-04-1954 | Інтер     | 6–0     | Ювентус |
| 1954–55 | Серія A                | 12-12-1954 | Інтер     | 1–2     | Ювентус |
| 1954–55 | Серія A                | 24-04-1955 | Ювентус   | 3–2     | Інтер   |
| 1955–56 | Серія A                | 08-01-1956 | Ювентус   | 1–0     | Інтер   |
| 1955–56 | Серія A                | 13-05-1956 | Інтер     | 0–2     | Ювентус |
| 1956–57 | Серія A                | 14-10-1956 | Інтер     | 1–1     | Ювентус |
| 1956–57 | Серія A                | 03-03-1957 | Ювентус   | 5–1     | Інтер   |
| 1957–58 | Серія A                | 27-10-1957 | Ювентус   | 3–1     | Інтер   |
| 1957–58 | Серія A                | 16-03-1958 | Інтер     | 2–2     | Ювентус |
| 1958–59 | Серія A                | 18-12-1958 | Інтер     | 1–3     | Ювентус |
| 1958–59 | Серія A                | 19-04-1959 | Ювентус   | 3–2     | Інтер   |
| 1958–59 | Кубок Італії (фінал)   | 13-09-1959 | Інтер     | 1–4     | Ювентус |
| 1959–60 | Серія A                | 13-12-1959 | Ювентус   | 1–0     | Інтер   |
| 1959–60 | Серія A                | 24-04-1960 | Інтер     | 0–3     | Ювентус |
| 1960–61 | Серія A                | 18-12-1960 | Інтер     | 3–1     | Ювентус |
| 1960–61 | Серія A                | 10-06-1961 | Ювентус   | 9–1     | Інтер   |
| 1961–62 | Серія A                | 22-10-1961 | Ювентус   | 2–4     | Інтер   |
| 1961–62 | Серія A                | 25-02-1962 | Інтер     | 2–2     | Ювентус |
| 1962–63 | Серія A                | 23-12-1962 | Інтер     | 1–0     | Ювентус |
| 1962–63 | Серія A                | 28-04-1963 | Ювентус   | 0–1     | Інтер   |
| 1963–64 | Серія A                | 22-12-1963 | Ювентус   | 4–1     | Інтер   |
| 1963–64 | Серія A                | 03-05-1964 | Інтер     | 1–0     | Ювентус |
| 1964–65 | Серія A                | 27-12-1964 | Інтер     | 1–1     | Ювентус |
| 1964–65 | Серія A                | 16-05-1965 | Ювентус   | 0–2     | Інтер   |
| 1964–65 | Кубок Італії (фінал)   | 29-08-1965 | Ювентус   | 1–0     | Інтер   |
| 1965–66 | Серія A                | 02-01-1966 | Ювентус   | 0–0     | Інтер   |
| 1965–66 | Серія A                | 08-05-1966 | Інтер     | 3–1     | Ювентус |
| 1966–67 | Серія A                | 31-12-1966 | Інтер     | 1–1     | Ювентус |
| 1966–67 | Серія A                | 07-05-1967 | Ювентус   | 1–0     | Інтер   |
| 1967–68 | Серія A                | 31-12-1967 | Ювентус   | 3–2     | Інтер   |
| 1967–68 | Серія A                | 28-04-1968 | Інтер     | 0–0     | Ювентус |
| 1968–69 | Серія A                | 12-01-1969 | Інтер     | 1–2     | Ювентус |
| 1968–69 | Серія A                | 04-05-1969 | Ювентус   | 1–0     | Інтер   |
| 1969–70 | Серія A                | 26-10-1969 | Ювентус   | 2–1     | Інтер   |
| 1969–70 | Серія A                | 01-03-1970 | Інтер     | 0–0     | Ювентус |
| 1970–71 | Серія A                | 27-12-1970 | Інтер     | 2–0     | Ювентус |
| 1970–71 | Серія A                | 18-04-1971 | Ювентус   | 1–1     | Інтер   |
| 1970–71 | Trofeo Picchi          | 19-06-1971 | Інтер     | 3–1     | Ювентус |
| 1971–72 | Серія A                | 02-01-1972 | Інтер     | 0–0     | Ювентус |
| 1971–72 | Серія A                | 23-04-1972 | Ювентус   | 3–0     | Інтер   |
| 1971–72 | Кубок Італії (Р2)      | 04-06-1972 | Інтер     | 3–1     | Ювентус |
| 1971–72 | Кубок Італії (Р2)      | 25-06-1972 | Ювентус   | 2–1     | Інтер   |

| Сезон     | Турнір              | Дата       | Господарі | Рахунок | Гості   |
| --------- | ------------------- | ---------- | --------- | ------- | ------- |
| 1972–73   | Серія A             | 07-01-1973 | Інтер     | 0–2     | Ювентус |
| 1972–73   | Серія A             | 13-05-1973 | Ювентус   | 2–1     | Інтер   |
| 1972–73   | Кубок Італії (Р2)   | 17-06-1973 | Інтер     | 1–1     | Ювентус |
| 1972–73   | Кубок Італії (Р2)   | 27-06-1973 | Ювентус   | 4–2     | Інтер   |
| 1973–74   | Серія A             | 06-01-1974 | Ювентус   | 2–0     | Інтер   |
| 1973–74   | Серія A             | 28-04-1974 | Інтер     | 0–2     | Ювентус |
| 1974–75   | Серія A             | 01-12-1974 | Інтер     | 0–1     | Ювентус |
| 1974–75   | Серія A             | 23-03-1975 | Ювентус   | 1–0     | Інтер   |
| 1974–75   | Кубок Італії (Р2)   | 29-05-1975 | Ювентус   | 1–2     | Інтер   |
| 1974–75   | Кубок Італії (Р2)   | 19-06-1975 | Інтер     | 2–6     | Ювентус |
| 1975–76   | Кубок Італії (Р1)   | 31-08-1975 | Інтер     | 1–0     | Ювентус |
| 1975–76   | Серія A             | 14-12-1975 | Ювентус   | 2–0     | Інтер   |
| 1975–76   | Серія A             | 04-04-1976 | Інтер     | 1–0     | Ювентус |
| 1976–77   | Серія A             | 16-01-1977 | Ювентус   | 2–0     | Інтер   |
| 1976–77   | Серія A             | 08-05-1977 | Інтер     | 0–2     | Ювентус |
| 1976–77   | Кубок Італії (Р2)   | 12-06-1977 | Ювентус   | 0–1     | Інтер   |
| 1976–77   | Кубок Італії (Р2)   | 19-06-1977 | Інтер     | 1–0     | Ювентус |
| 1977–78   | Серія A             | 18-12-1977 | Інтер     | 0–1     | Ювентус |
| 1977–78   | Серія A             | 08-04-1978 | Ювентус   | 2–2     | Інтер   |
| 1978–79   | Серія A             | 10-12-1978 | Ювентус   | 1–1     | Інтер   |
| 1978–79   | Серія A             | 14-04-1979 | Інтер     | 2–1     | Ювентус |
| 1978–79   | Кубок Італії (1/4)  | 25-04-1979 | Ювентус   | 3–1     | Інтер   |
| 1978–79   | Кубок Італії (1/4)  | 09-05-1979 | Інтер     | 1–0     | Ювентус |
| 1979–80   | Серія A             | 11-11-1979 | Інтер     | 4–0     | Ювентус |
| 1979–80   | Кубок Італії (1/4)  | 28-11-1979 | Інтер     | 1–2     | Ювентус |
| 1979–80   | Кубок Італії (1/4)  | 30-01-1980 | Ювентус   | 0–0     | Інтер   |
| 1979–80   | Серія A             | 23-03-1980 | Ювентус   | 2–0     | Інтер   |
| 1980–81   | Серія A             | 23-11-1980 | Ювентус   | 2–1     | Інтер   |
| 1980–81   | Серія A             | 29-03-1981 | Інтер     | 1–0     | Ювентус |
| 1981–82   | Серія A             | 20-12-1981 | Інтер     | 0–0     | Ювентус |
| 1981–82   | Серія A             | 25-04-1982 | Ювентус   | 1–0     | Інтер   |
| 1982–83   | Серія A             | 19-12-1982 | Інтер     | 0–0     | Ювентус |
| 1982–83   | Серія A             | 01-05-1983 | Ювентус   | 0–2     | Інтер   |
| 1982–83   | Кубок Італії (1/2)  | 11-06-1983 | Ювентус   | 2–1     | Інтер   |
| 1982–83   | Кубок Італії (1/2)  | 15-06-1983 | Інтер     | 0–0     | Ювентус |
| 1983–84   | Серія A             | 18-12-1983 | Ювентус   | 2–0     | Інтер   |
| 1983–84   | Серія A             | 29-04-1984 | Інтер     | 1–2     | Ювентус |
| 1984–85   | Серія A             | 11-11-1984 | Інтер     | 4–0     | Ювентус |
| 1984–85   | Серія A             | 24-03-1985 | Ювентус   | 3–1     | Інтер   |
| 1985–86   | Серія A             | 24-11-1985 | Інтер     | 1–1     | Ювентус |
| 1985–86   | Серія A             | 23-03-1986 | Ювентус   | 2–0     | Інтер   |
| 1986–87   | Серія A             | 26-10-1986 | Ювентус   | 1–1     | Інтер   |
| 1986–87   | Серія A             | 15-03-1987 | Інтер     | 2–1     | Ювентус |
| 1987–88   | Серія A             | 25-10-1987 | Інтер     | 2–1     | Ювентус |
| 1987–88   | Серія A             | 06-03-1988 | Ювентус   | 1–0     | Інтер   |
| 1988–89   | Серія A             | 18-12-1988 | Інтер     | 1–1     | Ювентус |
| 1988–89   | Серія A             | 07-05-1989 | Ювентус   | 1–1     | Інтер   |
| 1989–90   | Серія A             | 17-09-1989 | Інтер     | 2–1     | Ювентус |
| 1989–90   | Серія A             | 28-01-1990 | Ювентус   | 1–0     | Інтер   |
| 1990–91   | Серія A             | 28-10-1990 | Ювентус   | 4–2     | Інтер   |
| 1990–91   | Серія A             | 10-03-1991 | Інтер     | 2–0     | Ювентус |
| 1991–92   | Серія A             | 08-12-1991 | Ювентус   | 2–1     | Інтер   |
| 1991–92   | Кубок Італії (1/4)  | 12-02-1992 | Ювентус   | 1–0     | Інтер   |
| 1991–92   | Кубок Італії (1/4)  | 26-02-1992 | Інтер     | 1–2 1   | Ювентус |
| 1991–92   | Серія A             | 26-04-1992 | Інтер     | 1–3     | Ювентус |
| 1992–93   | Серія A             | 25-10-1992 | Інтер     | 3–1     | Ювентус |
| 1992–93   | Серія A             | 21-03-1993 | Ювентус   | 0–2     | Інтер   |
| 1993–94   | Серія A             | 28-11-1993 | Інтер     | 2–2     | Ювентус |
| 1993–94   | Серія A             | 02-04-1994 | Ювентус   | 1–0     | Інтер   |
| 1994–95   | Серія A             | 02-10-1994 | Ювентус   | 0–0     | Інтер   |
| 1994–95   | Серія A             | 05-03-1995 | Інтер     | 0–0     | Ювентус |
| 1995–96   | Серія A             | 17-12-1995 | Ювентус   | 1–0     | Інтер   |
| 1995–96   | Серія A             | 20-04-1996 | Інтер     | 1–2     | Ювентус |
| 1996–97   | Серія A             | 20-10-1996 | Ювентус   | 2–0     | Інтер   |
| 1996–97   | Кубок Італії (1/4)  | 13-11-1996 | Ювентус   | 0–3     | Інтер   |
| 1996–97   | Кубок Італії (1/4)  | 18-12-1996 | Інтер     | 1–1     | Ювентус |
| 1996–97   | Серія A             | 09-03-1997 | Інтер     | 0–0     | Ювентус |
| 1997–98   | Серія A             | 04-01-1998 | Інтер     | 1–0     | Ювентус |
| 1997–98   | Серія A             | 26-04-1998 | Ювентус   | 1–0     | Інтер   |
| 1998–99   | Серія A             | 25-10-1998 | Ювентус   | 1–0     | Інтер   |
| 1998–99   | Серія A             | 27-02-1999 | Інтер     | 0–0     | Ювентус |
| 1999–2000 | Серія A             | 12-12-1999 | Ювентус   | 1–0     | Інтер   |
| 1999–2000 | Серія A             | 16-04-2000 | Інтер     | 1–2     | Ювентус |
| 2000–01   | Серія A             | 03-12-2000 | Інтер     | 2–2     | Ювентус |
| 2000–01   | Серія A             | 14-04-2001 | Ювентус   | 3–1     | Інтер   |
| 2001–02   | Серія A             | 27-10-2001 | Ювентус   | 0–0     | Інтер   |
| 2001–02   | Серія A             | 09-03-2002 | Інтер     | 2–2     | Ювентус |
| 2002–03   | Серія A             | 19-10-2002 | Інтер     | 1–1     | Ювентус |
| 2002–03   | Серія A             | 02-03-2003 | Ювентус   | 3–0     | Інтер   |
| 2003–04   | Серія A             | 29-11-2003 | Ювентус   | 1–3     | Інтер   |
| 2003–04   | Кубок Італії (1/2)  | 04-02-2004 | Ювентус   | 2–2     | Інтер   |
| 2003–04   | Кубок Італії (1/2)  | 12-02-2004 | Інтер     | 2–2 2   | Ювентус |
| 2003–04   | Серія A             | 04-04-2004 | Інтер     | 3–2     | Ювентус |
| 2004–05   | Серія A             | 28-11-2004 | Інтер     | 2–2     | Ювентус |
| 2004–05   | Серія A             | 20-04-2005 | Ювентус   | 0–1     | Інтер   |
| 2005–06   | SuperКубок Італіїna | 20-08-2005 | Ювентус   | 0–1     | Інтер   |
| 2005–06   | Серія A             | 02-10-2005 | Ювентус   | 2–0     | Інтер   |
| 2005–06   | Серія A             | 12-02-2006 | Інтер     | 1–2     | Ювентус |
| 2007–08   | Серія A             | 04-11-2007 | Ювентус   | 1–1     | Інтер   |
| 2007–08   | Кубок Італії (1/4)  | 23-01-2008 | Інтер     | 2–2     | Ювентус |
| 2007–08   | Кубок Італії (1/4)  | 30-01-2008 | Ювентус   | 2–3     | Інтер   |
| 2007–08   | Серія A             | 22-03-2008 | Інтер     | 1–2     | Ювентус |
| 2008–09   | Серія A             | 22-11-2008 | Інтер     | 1–0     | Ювентус |
| 2008–09   | Серія A             | 18-04-2009 | Ювентус   | 1–1     | Інтер   |
| 2009–10   | Серія A             | 05-12-2009 | Ювентус   | 2–1     | Інтер   |
| 2009–10   | Кубок Італії (1/4)  | 28-01-2010 | Інтер     | 2–1     | Ювентус |
| 2009–10   | Серія A             | 16-04-2010 | Інтер     | 2–0     | Ювентус |
| 2010–11   | Серія A             | 03-10-2010 | Інтер     | 0–0     | Ювентус |
| 2010–11   | Серія A             | 13-02-2011 | Ювентус   | 1–0     | Інтер   |
| 2011–12   | Серія A             | 29-10-2011 | Інтер     | 1–2     | Ювентус |
| 2011–12   | Серія A             | 25-03-2012 | Ювентус   | 2–0     | Інтер   |
| 2012–13   | Серія A             | 03-11-2012 | Ювентус   | 1–3     | Інтер   |
| 2012–13   | Серія A             | 30-03-2013 | Інтер     | 1–2     | Ювентус |
| 2013–14   | Серія A             | 14-09-2013 | Інтер     | 1–1     | Ювентус |
| 2013–14   | Серія A             | 02-02-2014 | Ювентус   | 3–1     | Інтер   |
| 2014–15   | Серія A             | 06-01-2015 | Ювентус   | 1–1     | Інтер   |
| 2014–15   | Серія A             | 16-05-2015 | Інтер     | 1–2     | Ювентус |
| 2015–16   | Серія A             | 18-10-2015 | Інтер     | 0–0     | Ювентус |
| 2015–16   | Кубок Італії (1/2)  | 27-01-2016 | Ювентус   | 3–0     | Інтер   |
| 2015–16   | Серія A             | 28-02-2016 | Ювентус   | 2–0     | Інтер   |
| 2015–16   | Кубок Італії (1/2)  | 02-03-2016 | Інтер     | 3–0 3   | Ювентус |
| 2016–17   | Серія A             | 18-09-2016 | Інтер     | 2–1     | Ювентус |
| 2016–17   | Серія A             | 05-02-2017 | Ювентус   | 1–0     | Інтер   |
| 2017–18   | Серія A             | 09-12-2017 | Ювентус   | 0–0     | Інтер   |
| 2017–18   | Серія A             | 28-04-2018 | Інтер     | 2–3     | Ювентус |
| 2018–19   | Серія A             | 07-12-2018 | Ювентус   | 1–0     | Інтер   |
| 2018–19   | Серія A             | 27-04-2019 | Інтер     | 1–1     | Ювентус |
| 2019–20   | Серія A             | 06-10-2019 | Інтер     | 1–2     | Ювентус |
| 2019–20   | Серія A             | 08-03-2020 | Ювентус   | 2–0     | Інтер   |

1 В додатковий час

2 Ювентус виграв в серії пенальті 7–6.

3 Ювентус виграв в серії пенальті 5–3.

## Підсумкова статистика
Станом на 8 березня 2020.
|                             | Матчів | Перемог «Ювентуса» | Нічиїх | Перемог «Інтера» | Голів «Ювентуса» | Голів «Інтера» |
| Пріма Категорія             | 11     | 3                  | 2      | 6                | 15               | 25             |
| Пріма Дівізіоне             | 2      | 1                  | 1      | 0                | 4                | 2              |
| Дівізіоне Націонале         | 14     | 4                  | 4      | 6                | 17               | 19             |
| Серія A                     | 174    | 84                 | 44     | 46               | 251              | 201            |
| Всього у чемпіонаті         | 201    | 92                 | 51     | 58               | 287              | 247            |
| 1944 Campionato Alta Italia | 2      | 1                  | 0      | 1                | 2                | 2              |
| Кубок Італії                | 31     | 14                 | 7      | 10               | 48               | 38             |
| Суперкубок Італії           | 1      | 0                  | 0      | 1                | 0                | 1              |
| Кубок Мітропи (плей-оф)     | 1      | 1                  | 0      | 0                | 1                | 0              |
| Меморіал Піккі              | 1      | 0                  | 0      | 1                | 1                | 3              |
| Всього офіційних матчів     | 237    | 108                | 58     | 71               | 339              | 291            |
| Coppa Pagani                | 1      | 0                  | 0      | 1                | 0                | 1              |
| Palla d'oro Moët et Chandon | 1      | 1                  | 0      | 0                | 2                | 1              |
| Trofeo Radice               | 1      | 0                  | 0      | 1                | 0                | 3              |
| Trofeo Ansbacher            | 1      | 0                  | 0      | 1                | 2                | 8              |
| Trofeo Caimi                | 5      | 1                  | 2      | 2                | 8                | 13             |
| Torneo Città di Torino      | 1      | 1                  | 0      | 0                | 3                | 1              |
| Torneo Città di Milano      | 1      | 0                  | 0      | 1                | 1                | 3              |
| Coppa Super Clubs           | 1      | 1                  | 0      | 0                | 1                | 0              |
| International Champions Cup | 2      | 0                  | 2      | 0                | 2                | 2              |
| Загалом                     | 251    | 112                | 62     | 77               | 358              | 323            |